# Volksberg
Volksberg település Franciaországban, Bas-Rhin megyében. Lakosainak száma 352 fő (2022. január 1.). Volksberg Soucht, Puberg, Ratzwiller, Rosteig, Waldhambach és Weislingen községekkel határos.

## Népesség
A település népessége az elmúlt években az alábbi módon változott:
| Lakosok száma | 343  | 350  | 363  | 354  | 353  | 351  | 350  | 351  | 352  |
|               | 2013 | 2015 | 2016 | 2017 | 2018 | 2019 | 2020 | 2021 | 2022 |